# كارلوس هورتاس
كارلوس هورتاس (بالإسبانية: Carlos Huertas Gómez) هو ملحن كولومبي، ولد في 21 أكتوبر 1934 في إدارة لا غواخيرا في كولومبيا، وتوفي في 18 سبتمبر 1999.